# Luc Leys
Luc Leys (Beerse 3 juli 1959 - 28 juni 2010) was een Belgische voetballer en voetbaltrainer. In het seizoen 2009/10 was hij even trainer van Racing Mechelen.

## Biografie
Luc Leys begon zijn carrière in het voetbal als speler bij VC Gierle. Nadien speelde hij 11 seizoenen lang voor Racing Mechelen, de club waar hij groot geworden is, en waar hij tot op de dag van vandaag nog steeds beschouwd wordt als een volksheld. 
Nadien kwam hij nog twee seizoenen uit voor Germinal Ekeren en zijn carrière als actief voetballer afsluiten deed hij bij KFC Tielen.
Hij bleef nadien actief in het voetbal, als trainer. Hij was voornamelijk actief in de Belgische Derde Klasse.
Luc Leys overleed op 50-jarige leeftijd na een slepende ziekte.

## Spelerscarrière
- 1970-1978 VC Gierle
- 1978-1989 Racing Mechelen (eenmaal topschutter van 2de klasse)
- 1989-1991 Germinal Ekeren (speelde de na verlengingen verloren bekerfinale tegen Club Luik)
- 1991-1994 KFC Tielen

## Trainerscarrière
- 1994-1996 KVC Gierle
- 1996-1998 KSK Heist
- 07/2005-09/2006 KV Turnhout
- 09/2006-11/2006 KVC Willebroek-Meerhof
- 10/2007-01/2008 K. Londerzeel SK
- 05/2008-10/2008 R. Cappellen FC
- 11/2009-01/2010 Racing Mechelen